# VfB Einheit zu Pankow
Maillots
Le VfB Einheit zu Pankow 1893 est un club allemand de football localisé au Nord de la périphérie de Berlin, dans le district de Pankow. De nos jours, ce club compte plus de 500 membres.
Le club tire son nom actuel de la réunion, en 1991, des clubs de la SV Einheit Pankow et du VfB zu Pankow 1893 (héritier du VfB Pankow 1893).

## Histoire

### VfB Pankow 1893
Le club fut créé le 18 septembre 1893 sous l’appellation de VfB Pankow. Ses intérêts premiers furent ceux de ses fondateurs, des expatriés anglais à savoir le Cricket et le Tennis. Le club se développa rapidement et créa des sections de Cyclisme, d’Escrime et de Gymnastique.
La section football évolua dans les premières ligues berlinoises.
Le 28 septembre 1899, le club engloba le Pankower Lawn-Tennis-Vereinigung 1896.
En janvier 1900, le Vfb Pankow fut un des membres de la Fédération allemande de football (DFB).
Dans les années 1910 et au début des années 1920, le VfB joua dans la Verbandsliga Berlin-Brandenbourg. En 1925, le club s’inclina lors d’un test-match contre le BFC Preussen (0-6 et 0-1). Il fut alors relégué de la plus haute série berlinoise pour quelques saisons. Pankow remonta parmi l’élite berlinoise en 1930.
Après l’arrivée au pouvoir des Nazis, ceux-ci exigèrent et mirent en place une réforme des compétitions de football. Seize ligues régionales, les Gauligen, furent créées, dont la Gauliga Berlin-Brandenbourg. Le VfB Pankow fut repris dans cette ligue et y joua jusqu’en 1936, année où il fut relégué.
En 1945, dès la capitulation de l’Allemagne nazie entérinée, les Alliés, dans un souhait de dénazifier le pays, ordonnèrent la dissolution de tous les clubs et associations allemands. Le VfB Pankow fut donc dissous.

### SG Pankow-Nord / VfB Pankow
Le VfB Pankow fut reconstitué dès 1945 sous la dénomination Sportgemeinscheft (SG) Pankow-Nord.
En 1947, le club joua dans la Verband Brandenburgischer Ballspielvereine  (VBB), nouvellement recréée, et gagna le droit de monter dans la Oberliga Berlin. Après une saison, le cercle fut un des tout premiers à reprendre son ancien nom : VfB Pankow.
À la fin de la saison 1949-1950, le club (classé 8e) dut quitter l’Oberliga Berlin. Situé dans la zone Est de Berlin, le club faisait désormais partie de la RDA. Il fut enrôlé dans la DDR-Oberliga.
À noter que l’Union 06 Oberschöneweide fut dans le même cas. Ce club qualifié pour la phase finale du championnat 1950, ne put y participer à la suite des refus des autorités soviétiques. La majorité des membres parvinrent à s’enfuir de la zone Est et fondèrent le 1. FC Union Berlin, en zone Ouest.

### VfB Pankow (Berlin-Ouest) / VfB zu Pankow
En 1951, la plupart des membres du VfB étaient parvenus à quitter la RDA et à revenir à Berlin-Ouest
Le 19 juillet 1951, ceux ayant fui le régime est-allemand fondèrent le VfB Pankow (West-Berlin). Ce club qui sera plus tard renommé VfB zu Pankow (VfB de Pankow) évolua dans les ligues inférieures de Berlin-Ouest.  Entre 1964 et 1966, le club connu son plus haut classement en montant en 1. Amateur Liga.

### BSG Einheit Nordost / BSG Berliner Verkehrsbetriebe / BSG Einheit Pankow
En 1951 ce qu’il resta du VfB à l’Est fut renommé BSG Einheit Nordost Berlin. Le 13 août 1951, les dirigeants du football est-allemands publièrent un communiqué. Celui-ci disait que: le BSG Einheit Nordost Berlin (nouvelle appellation d’Einheit Pankow) était placé en DDR-Oberliga parce que Le Présidium de la section football considérait que Berlin, en tant que centre politique, économique et culturelle de la RDA, devait être représenté dans la plus haute ligue.
La saison suivante en 1951-1952 fut pénible et le club établit un record négatif: il perdit tous ses matches en déplacement et n’en gagna que deux à domicile et y réalisa trois partages, la différence de buts générale se chiffra à 29 buts inscrits pour 131 concédés. La moyenne de spectateurs fut inférieure à 2 000 personnes.
D’une manière assez incroyable, le BSG Einheit' atteignit la finale de la FDGB-Pokal. Le club bénéficia de l’aide des autorités communistes qui souhaitaient la présence du club de Berlin-Est au stade ultime. La demi-finale perdue par Pankow lui fut attribuée pour une raison obscure et inventée des toutes pièces (le club perdant Lok Stendal avait aligné un joueur non en règle). Nordost Berlin perdit la finale contre SG Volkspolizei Dresden (0-3)
Après la relégation en DDR-Liga, plusieurs joueurs s’en allèrent: König (vers Bremerhaven), Ginzel et Zöller (en 1952) puis Landmann et Hofmann (en 1953).
Ensuite, le club sombra dans les ligues inférieures de Berlin-Est.
En 1954, le BSG Einheit Nordost Berlin fut fusionné avec le BSG Lokomotiv Lichtenberg. Ce club remonta au 2e niveau est-allemand en 1957. Le 1er septembre 1958, le cercle fut rebaptisé BSG Berliner Verkehrsbetriebe (en allemand : club des transports en commun). En 1959, le club fut relégué au 4e niveau appelé Bezirksliga Berlin (Est).
Un club nommé BSG Lokomotiv Pankow (qui évoluait en Bezirksliga Berlin-Est) fut fusionné le 1er janvier 1958 avec le BSG Lokomoitiv Bau Union Buchholz (ce club venait de la Sportgemeinschaft (SG) Bucholtz créée en 1946 puis qui porta les noms de BSG VEB Buchholz en 1949 et SG Buchholz en 1950). La fusion donna un nouveau BSG Einheit Pankow qui descendit dans la Kreisliga Berlin-Est en 1958. Le cercle remonta en Bezirksliga en 1965 et joua eux 2e niveau est-allemand lors de trois saisons (1971/72, 1973/74, 1975/76).
Le système des Betriebssportgemeinschaft (clubs corporatistes) est-allemand fut annulé par les politiciens est-allemands en 1989. En 1990, Le BSG Berliner Verkehrsbetriebe reçut le nom de Sport Verein Berliner VG 49. La même année, le BSG Einheit Pankow fut renommé SV Einheit Pankow.

### VfB Einheit zu Pankow
Après la réunification allemande, le 14 mai 1991, le SV Einheit Pankow (de l’Est) fusionna avec le VfB zu Pankow (de l’Ouest) pour former l’actuelle VfB Einheit zu Pankow.